# Монтіселло (Джорджія)
Монтіселло (англ. Monticello) — місто (англ. city) в США, в окрузі Джеспер штату Джорджія. Населення — 2541 особа (2020).

## Географія
Монтіселло розташоване за координатами 33°18′28″ пн. ш. 83°41′6″ зх. д. / 33.30778° пн. ш. 83.68500° зх. д. (33.307655, -83.684868).  За даними Бюро перепису населення США в 2010 році місто мало площу 8,39 км², з яких 8,32 км² — суходіл та 0,07 км² — водойми.

### Клімат
| Клімат : Монтіселло   | Клімат : Монтіселло | Клімат : Монтіселло | Клімат : Монтіселло | Клімат : Монтіселло | Клімат : Монтіселло | Клімат : Монтіселло | Клімат : Монтіселло | Клімат : Монтіселло | Клімат : Монтіселло | Клімат : Монтіселло | Клімат : Монтіселло | Клімат : Монтіселло | Клімат : Монтіселло |
| Показник              | Січ.                | Лют.                | Бер.                | Квіт.               | Трав.               | Черв.               | Лип.                | Серп.               | Вер.                | Жовт.               | Лист.               | Груд.               | Рік                 |
| Середній максимум, °C | 13,3                | 15,0                | 19,4                | 24,4                | 28,3                | 31,7                | 32,8                | 32,2                | 30,0                | 24,4                | 18,9                | 13,9                | 1,1                 |
| Середній мінімум, °C  | 1,1                 | 1,7                 | 5,6                 | 10,0                | 14,4                | 18,9                | 20,6                | 20,0                | 17,2                | 10,6                | 5,0                 | 1,7                 | 10,6                |
| Норма опадів, мм      | 112                 | 114                 | 140                 | 97                  | 86                  | 102                 | 124                 | 109                 | 81                  | 71                  | 79                  | 107                 | 1227                |
| Днів з опадами        | 9                   | 8                   | 9                   | 7                   | 8                   | 9                   | 10                  | 9                   | 7                   | 5                   | 6                   | 8                   | 97                  |
| --------------------- | ------------------- | ------------------- | ------------------- | ------------------- | ------------------- | ------------------- | ------------------- | ------------------- | ------------------- | ------------------- | ------------------- | ------------------- | ------------------- |
| Джерело: Weatherbase  |                     |                     |                     |                     |                     |                     |                     |                     |                     |                     |                     |                     |                     |

## Демографія
Згідно з переписом 2010 року, у місті мешкало 2657 осіб у 994 домогосподарствах у складі 683 родин. Густота населення становила 317 осіб/км².  Було 1167 помешкань (139/км²).
Расовий склад населення:
| - 56,5 % — чорних або афроамериканців - 40,2 % — білих - 0,3 % — корінних американців - 0,3 % — азіатів - 1,6 % — осіб інших рас |

До двох чи більше рас належало 1,2 %. Частка іспаномовних становила 4,0 % від усіх жителів.
За віковим діапазоном населення розподілялося таким чином: 27,1 % — особи молодші 18 років, 58,2 % — особи у віці 18—64 років, 14,7 % — особи у віці 65 років та старші. Медіана віку мешканця становила 36,7 року. На 100 осіб жіночої статі у місті припадало 83,6 чоловіків;  на 100 жінок у віці від 18 років та старших — 77,6 чоловіків також старших 18 років.
Середній дохід на одне домашнє господарство  становив 42 787 доларів США (медіана — 33 813), а середній дохід на одну сім'ю — 49 477 доларів (медіана — 40 469). Медіана доходів становила 36 932 долари для чоловіків та 21 538 доларів для жінок. За межею бідності перебувало 34,7 % осіб, у тому числі 52,5 % дітей у віці до 18 років та 20,7 % осіб у віці 65 років та старших.
Цивільне працевлаштоване населення становило 852 особи. Основні галузі зайнятості: освіта, охорона здоров'я та соціальна допомога — 30,9 %, виробництво — 22,5 %, фінанси, страхування та нерухомість — 9,7 %, роздрібна торгівля — 6,5 %.